# Мемориальный комплекс Подшо-Пирим
Мемориальный комплекс Подшо-Пирим (узб. Podsho pirim majmuasi) — памятник архитектуры, расположенный в посёлке Бекобод Бувайдинского района Ферганской области Узбекистана. Комплекс состоит из мазара, мавзолея, дарваза—хана, зийарат—хана. Главным сооружением комплекса является мавзолей Шах-и Джарира (имам Хазрат-и Шах-и Джарир). Большая часть комплекса построено в XV—XVI веках, но есть и постройки датируемые XX веком.

## История
Комплекс Подшо-Пирим состоит из двух частей. Первая часть является поперечно вытянутым прямоугольным двором с портально-купольной дарваза—ханой XV века и фронтально раскрытой мечетью начала XX века в торце. Вторая часть — многогранный двор с захоронениями и мавзолеем XV—XVI веков из двух помещений (комнаты с надмогильным сооружением и зийаратханы). Комната имеет два входа: один через зийаратхану, другой через особый низкий портал, обращённый на юг.
Памятник многократно перестраивался и реконструировался. Древнейшие части строений комплекса Подшо-Пирим относятся к ХV-ХVI векам. По данным археолога Искандера Азимова, мавзолей был построен в ХV-ХVI веках. Поэт Зияуддин Хуканди в своих стихах обращается к мазару Хазрат-и Шах-и Джарира как к верховному покровителю Ферганы. В истории Кокандского ханства этот мазар много раз упоминается в разных исторических событиях.

В 1939 году археолог Яхъя Гуламов, осмотрев комплекс Подшо-Пирим, отметил следующее:
«Мавзолей мазара состоит из двух помещений: комнаты с надгробием и зиератхоны. Вход в неё через главный портал, обращенный на запад. Конструкция купола зиератхоны напоминает медресе XVIII века. Комната с надгробием имеет два входа: один через зиератхону, другой — через особый низкий портал, обращенный на юг. По-видимому, это был вход в мавзолей, который закрыли после пристройки или перестройки зиератхоны. Местные жители постройку мавзолея приписывают Темуру. Обширная территория кладбища покрыта солончаковой затвердевшей коркой. Встречаются жженые плитки размером 54x54х6 см, характерные для погребений эпохи монгольского владычества в Средней Азии».
Центральной частью этого разновременного комплекса является мавзолей Шохи Джалила — проповедника ислама в Ферганской долине. После смерти имама народ окружил почитанием его могилу. Впоследствии над захоронением был воздвигнут мавзолей, а вокруг него постепенно разрослось кладбище. Мечеть, состоящая из прямоугольного в плане зала и трехстороннего айвана с оригинально расписанным плоским перекрытием, поддерживаемым 44 колоннами, являет характерный тип ферганского культового здания. Прямоугольная в плане постройка (18 х 8 метра) с односторонним уступом вытянута по оси север-юг. Главный вход лежит на продольной оси и архитектурными формами не выделен. Уже по внешним объёмам заметно продольно-осевое развитие двучкамерной усыпальницы, состоящей из поминальной мечети (зиаратхоны) и меньшей по площади камеры с захоронением (гурхоны).
План зиаратхоны крестообразен (5,2 х 5,2 метра) за счет глубоких стрельчатых ниш, устроенных в плоскости стен, гурхоны квадратные (4,3 х 4,3 метра). Интерьеры, отделанные ганчем, освещаются через стрельчатые окна, в которых сохранилась панджара (декоративная решетка геометрического рисунка). Деревянные двустворчатые двери украшает неглубокий резной орнамент. Фасады отделаны глиняно-саманной штукатуркой.